# San Antonio (Quezon)
San Antonio ist eine philippinische Stadtgemeinde in der Provinz Quezon. Sie hat 33.467 Einwohner (Zensus 1. August 2015).

## Baranggays
San Antonio ist politisch in 20 Baranggays unterteilt.
| - Arawan - Bagong Niing - Balat Atis - Briones - Bulihan - Buliran - Callejon - Corazon - Manuel del Valle, Sr. - Loob | - Magsaysay - Matipunso - Niing - Poblacion - Pulo - Pury - Sampaga - Sampaguita - San Jose - Sinturisan |